# Robert Krapfenbauer
Robert Johann Krapfenbauer (* 5. Jänner 1923 in Rodingersdorf; † 2. September 2005 in Wien) war ein österreichischer Statiker, Bauingenieur und Hochschullehrer.

## Leben
Robert Krapfenbauer wurde am 5. Jänner 1923 als Sohn von Johann Krapfenbauer (* 27. November 1889; † unbekannt), Eisenbahnbeamter in Sigmundsherberg und wohnhaft in Rodingersdorf, und dessen Ehefrau Thekla (geborene Gieler; * 24. Jänner 1894; † unbekannt) in Rodingersdorf geboren und am 7. Jänner 1923 auf den Namen Robert Johann getauft. Seine Eltern hatten am 5. Juni 1922 in der Basilika Mariazell geheiratet. Am 30. Mai 1933 wurde Krapfenbauer in Reinprechtspölla gefirmt.
Er besuchte das Realgymnasium in Horn, wo er maturierte, und begann anschließend ein Studium an der Technischen Universität Wien. Dieses wurde jedoch durch Krapfenbauers Kriegsdienst unterbrochen und von ihm im Jahr 1940 an der Fakultät Bauwesen mit der Diplomprüfung abgeschlossen. Im Jahr 1952 erfolgte seine Promotion zum Dr. techn. Seine Berufslaufbahn begann er als Assistent an der Lehrkanzlei für Stahlbau und eröffnete 1953 sein eigenes Ingenieurbüro in Wien. Daneben wirkte er als Professor für die Fächer Stahlbau, Stahlbeton und Holzbau an der Höheren Technischen Lehranstalt Mödling und wurde 1956 zum Dozenten für konstruktive Lehrfächer an der Hochschule für angewandte Kunst Wien berufen. Im Jahr 1970 wurde er zum ordentlichen Hochschullehrer und Ordinarius der Lehrkanzel für Tragwerkslehre des genannten Instituts berufen, an dem er bis zu seiner Emeritierung im Jahr 1995 tätig war. In dieser Zeit gründete er das Institut für Industrielles Bauen, das zahlreiche bauwissenschaftliche Forschungsprojekte zu bedeutenden Entwicklungen im Bauwesen betreute. 1971 wurde ihm das Exequatur als Honorar- und Generalkonsul der Republik Madagaskar verliehen.
Laut eigener Aussage war Krapfenbauer nach dem Zweiten Weltkrieg einer der wenigen Zivilingenieure der federführend am Aufbau von Wien mitwirkte. Bekannt wurde Krapfenbauer durch die Projektierung des Donauturms in Wien. Weitere bedeutende Bauprojekte waren der Wiederaufbau der Redoutensäle der Wiener Staatsoper sowie des Wiener AKH und die Errichtung des Funkturms Wien-Arsenal. Als Verkehrsplaner projektierte er die Trassenausarbeitung für die Autobahn bei Bregenz mit dem Pfändertunnel sowie verschiedene Eisenbahn-Bauvorhaben in Algerien und Madagaskar. Weiters stammen die Projektierung des Österreichpavillons für die Weltausstellung 1958 in Brüssel, die österreichische Botschaft in Moskau, das Lorenz Böhler-Krankenhaus in Wien und die Papstwarte in Doberndorf im Waldviertel von ihm.
Ab 1954 hatte Krapfenbauer rund 180 Publikationen veröffentlicht, darunter das Standardwerk Bautabellen, das 1975 erstmals erschien und bis heute (Stand: 2025) von seinen beiden Söhnen Thomas und Robert, herausgegeben wird. Im Jahr 2024 erschien Bautabellen in seiner 23. Auflage. Zeitlebens wurde der gebürtige Niederösterreicher vielfach geehrt und ausgezeichnet. Im Jahr 1980 wurde ihm die Goldene Ehrennadel des Österreichischen Normungsinstituts verliehen; 1990 erhielt er die Goldene Ehrenmünze des Österreichischen Ingenieur- und Architekten-Vereins. Weiters ist er Träger des Goldenen Ehrenzeichens für Verdienste um die Republik Österreich (1967), des Österreichischen Ehrenkreuzes für Wissenschaft und Kunst I. Klasse (1975) und des Großen Goldenen Ehrenzeichens für Verdienste um das Land Wien (2003). Zudem wurde er zum Baurat h. c. und 1990 zum Ehrensenator der Technischen Universität Wien ernannt.
Weiters war Krapfenbauer Mitglied der International Association for Housing Science, bei der er als Europa-Direktor im Amt war, sowie Mitglied der International Association for Shell and Spatial Structures, der Fédération Européenne d’Ass, der Batuibakes d’Ingéneurs (Vizepräsident), dem Verein Deutscher Ingenieure (Ehrenmitglied) oder dem Österreichischen Ingenieur- und Architekten-Verein, bei dem er als korrespondierender Verwaltungsrat agierte. Außerdem war er Mitglied des Vereins für Geschichte der Stadt Wien.
Am 14. Oktober 1950 heiratete Krapfenbauer standesamtlich in Wien-Margarethen eine Gisela Mayranderl; am Folgetag erfolgte die kirchliche Trauung in der Wiener Karlskirche. Mit seiner Ehefrau hatte er drei Töchter und zwei Söhne. Eine seiner Töchter gab gemeinsam mit der Tochter des Bankdirektors der Zentralsparkasse der Gemeinde Wien und Christian Lintl, dem Sohn des Donauturm-Architekten Hannes Lintl bei der Eröffnung des Donauturms die „Blumenkinder“ ab.
Am 15. August 1976 stiftete Robert Krapfenbauer gemeinsam mit den Heimkehrern die dritte Glocke (120 kg) der Pfarrkirche Rodingersdorf, die den Gefallenen und Vermissten beider Weltkriege aus Rodingersdorf und Doberndorf gewidmet ist und das Vollgeläut mit Te-Deum-Motiv vervollständigt. Auch sonst machte er sich immer wieder um seinen Heimatort verdient; beispielsweise bei der Renovierung eines Marterls, die er unterstützte.
In den Jahren 1994/95 übernahm sein Sohn Robert Martin Krapfenbauer das Ingenieurbüro und gründete 1998 die KRAPFENBAUER ZT GmbH. Seit 2021 wird das Büro in der dritten Generation von Clemens Robert Krapfenbauer mitgeführt.

## Publikationen (Auswahl)
- 1951: Die Sektorwehre im Hafen von St. Malo und die Wehranlage von Rivières am Tarn. In: Österreichische Bauzeitschrift, Heft 11, S. 187–194.[9]
- 1954: Die Schneebelastung der Hochbauten. In: Abhandlungen des Dokumentationszentrums für Technik und Wirtschaft, Heft 23.
- 1958: Stahlbautechnisches Handbuch. Unterlagen für Berechnung und Konstruktion für den österreichischen Stahlbautechniker.[10]
- 1971: Autobahn im Dreiländereck. (als Herausgeber)[11]
- 1973: IASS Symposium on Folded Plates and Prismatic Structures. Vienna, Sept.–Oct. 1970. Volume 1 & 2.[12]
- 1975: Bautabellen (23. Auflage, 2024)
- 1987: Verkehrsplanung Vorarlberg. Überregionaler Verkehr. Im Auftrag der Vorarlberger Landesregierung.
- 1991: Warten als neue Wahrzeichen im Waldviertel. In: Das Waldviertel, Nr. 2, S. 18 bzw. 112.[13]
- 1994: Unser Gürtel. morgen, heute, gestern. Vom Wiental zum Liechtenwerder Platz